# Khalil Miller
Khalil Nathaniel Kirk Patrick Miller (* 8. Februar 1996 in Scarborough, Ontario) ist ein kanadischer Basketballspieler.

## Werdegang
Miller spielte als Schüler Basketball an der Mother Teresa Catholic Secondary School in Toronto und war dann von 2016 bis 2019 in derselben Stadt Student und Basketballspieler am Seneca College. In der Saison 2022/23 spielte er für die Mannschaft der McMaster University in Hamilton (Provinz Ontario) und wurde in der Liga Ontario University Athletics als bester Verteidiger dieses Spieljahres ausgezeichnet.
Miller bestritt nach seinem Weggang von der McMaster University ein Spiel für die Ottawa Blackjacks in der kanadischen Liga CEBL. Anschließend stand er in Diensten der Mannschaft Truro Tide in der kanadischen Spielklasse ECBL.  Er wurde im Sommer 2023 vom deutschen Drittligisten EN Baskets Schwelm verpflichtet und wartete in der Saison 2023/24 mit starken Leistungen auf. Miller erzielte für Schwelm in 32 Ligaeinsätzen im Durchschnitt 16,5 Punkte, 11,4 Rebounds sowie 2,3 geblockte gegnerische Würfe.
Im Sommer 2024 einigte sich Miller mit dem österreichischen Erstligisten Swans Gmunden auf einen Vertrag. Er erreichte mit Gmunden in der österreichischen Meisterschaft das Halbfinale. Miller erzielte im Verlauf der Saison 2024/25 in der Superliga im Durchschnitt 10,3 Punkte sowie 8,1 Rebounds je Begegnung. Anschließend kehrte er nach Kanada zurück und schloss sich den Scarborough Shooting Stars in der CEBL an.